# WTA-toernooi van Indian Wells 125K
Het WTA-toernooi van Indian Wells 125K is een jaarlijks terugkerend tennistoernooi voor vrouwen dat wordt georganiseerd in de Amerikaanse plaats Indian Wells. De officiële naam van het toernooi is Oracle Challenger Series.
De WTA organiseert het toernooi, dat in de categorie "Challenger" valt en wordt gespeeld op de hardcourtbanen van de Indian Wells Tennis Garden.
Tegelijkertijd met dit toernooi wordt op dezelfde locatie een ATP-challengertoernooi voor mannen gehouden.
Het toernooi werd in 2018 opgericht door sponsor Oracle, in samenhang met het WTA-toernooi van Newport Beach. Later in het jaar werden de toernooien van Chicago en Houston toegevoegd aan de Oracle Challenger Series. Het evenement in Chicago werd in 2019 vervangen door het gedegradeerde WTA-toernooi van New Haven.

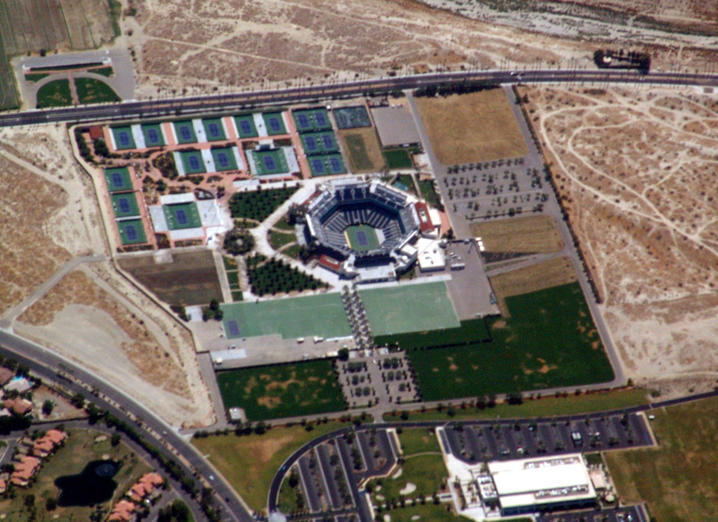
Tennispark in Indian Wells

## Finales

### Enkelspel
| Datum      | Naam                     | Cat.       | ($)     | Ondergrond        | Winnares           | Verliezend finaliste | Uitslag       |         |
| ---------- | ------------------------ | ---------- | ------- | ----------------- | ------------------ | -------------------- | ------------- | ------- |
| 2018-02-26 | Oracle Challenger Series | Challenger | 150.000 | hardcourt, buiten | Sara Errani        | Kateryna Bondarenko  | 6-4, 6-2      | details |
| 2019-02-25 | Oracle Challenger Series | Challenger | 162.480 | hardcourt, buiten | Viktorija Golubic  | Jennifer Brady       | 3-6, 7-5, 6-3 | details |
| 2020-03-02 | Oracle Challenger Series | Challenger | 162.480 | hardcourt, buiten | Irina-Camelia Begu | Misaki Doi           | 6-3, 6-3      | details |

### Dubbelspel
| Datum      | Naam                     | Cat.       | ($)     | Ondergrond        | Winnaressen                       | Verliezend finalistes            | Uitslag  |         |
| ---------- | ------------------------ | ---------- | ------- | ----------------- | --------------------------------- | -------------------------------- | -------- | ------- |
| 2018-02-26 | Oracle Challenger Series | Challenger | 150.000 | hardcourt, buiten | Taylor Townsend Yanina Wickmayer  | Jennifer Brady Vania King        | 6-4, 6-4 | details |
| 2019-02-25 | Oracle Challenger Series | Challenger | 162.480 | hardcourt, buiten | Kristýna Plíšková Jevgenia Rodina | Taylor Townsend Yanina Wickmayer | 7-6, 6-4 | details |
| 2020-03-02 | Oracle Challenger Series | Challenger | 162.480 | hardcourt, buiten | Asia Muhammad Taylor Townsend     | Caty McNally Jessica Pegula      | 6-4, 6-4 | details |